# Campeonato Europeo de Bádminton de 1978
El VI Campeonato Europeo de Bádminton se celebró en Preston (Reino Unido) del 13 al 15 de abril de 1978 bajo la organización de la Unión Europea de Bádminton (EBU) y la Organización Bádminton de Inglaterra.

## Medallistas
| Evento               | Oro                                     | Plata                                    | Bronce                                                                                    |
| -------------------- | --------------------------------------- | ---------------------------------------- | ----------------------------------------------------------------------------------------- |
| Individual masculino | Flemming Delfs Dinamarca                | Thomas Kihlström · Suecia                | Sture Johnsson · Suecia Ray Stevens · Inglaterra                                          |
| Dobles masculino     | Ray Stevens Michael Tredgett Inglaterra | Bengt Fröman · Thomas Kihlström · Suecia | David Eddy · Edward Sutton · Inglaterra Stefan Karlsson · Claes Nordin · Suecia           |
| Individual femenino  | Lene Køppen Dinamarca                   | Jane Webster Inglaterra                  | Anette Börjesson · Suecia Joke van Beusekom · Países Bajos                                |
| Dobles femenino      | Nora Perry Anne Statt Inglaterra        | Jane Webster Barbara Sutton Inglaterra   | Inge Borgstrøm · Pia Nielsen · Dinamarca Joke van Beusekom · Marjan Ridder · Países Bajos |
| Dobles mixto         | Michael Tredgett Nora Perry Inglaterra  | Steen Skovgaard Lene Køppen Dinamarca    | Billy Gilliland · Joanna Flockhart · Escocia Rob Ridder · Marjan Ridder · Países Bajos    |

## Medallero
| Núm. | País         | Oro | Plata | Bronce | Total |
| ---- | ------------ | --- | ----- | ------ | ----- |
| 1    | Inglaterra   | 3   | 2     | 2      | 7     |
| 2    | Dinamarca    | 2   | 1     | 1      | 4     |
| 3    | Suecia       | 0   | 2     | 3      | 5     |
| 4    | Países Bajos | 0   | 0     | 3      | 3     |
| 5    | Escocia      | 0   | 0     | 1      | 1     |
|      | TOTAL        | 5   | 5     | 10     | 20    |